# 에이팀
에이팀(A Team)은 대한민국의 연예기획사다. 원래 이름은 에이큐엔터테인먼트(AQ Entertainment)였다. 2017년 1월 라이언 전을 총괄 프로듀서로 영입했고, 회사명도 에이팀으로 변경했다.

## 전 소속 연예인
- VAV
- 타입비
- 김태우
- 샤오 (VAV 전 멤버)
- 제한 (VAV 전 멤버)
- 겨울 (VAV 전 멤버)
- 김테우
- bugAboo
- 바론 (VAV 전 멤버)